# Louis-René des Forêts
Louis-René des Forêts (París, 28 de enero de 1918 —  París, 31 de diciembre de 2000) es un importante escritor francés del siglo XX. Fue un autor poco conocido  por el gran público, y escribió una obra escasa, pero muy comentada por la crítica.

## Trayectoria
Louis-René des Forêts estudió derecho y ciencias políticas, pero comenzó pronto a redactar crónicas musicales y literarias. A finales de la década de 1930, conectó con figuras como Patrice de La Tour du Pin, Michel du Boisberranger y Jean Chauvel. 
Fue movilizado en 1939, pero en 1940 se refugió en el interior de Francia, y entró en la Resistencia. Sus inicios literarios datan precisamente de la  Ocupación. Entre 1941 y 1943, escribió Les Mendiants, y enseguida Le Bavard, 1946, con poco público. 
Des Forêts entabló amistad tras la guerra con Raymond Queneau y André Frénaud. Trabajó un año con el joven editor Robert Laffont, pero se retiró a la provincia. Publicó por entonces en revistas como L'Arbalète, Les Lettres nouvelles o La Nouvelle Revue française. 
En 1953, regresó a París y participó con Gallimard en el proyecto de la Encyclopédie de la Pléiade, con Raymond Queneau. Por entonces ya era amigo de Michel Gallimard, Robert Antelme, Georges Bataille y Maurice Blanchot, quien escribirá sobre él.
Fundó en 1954, con Dionys Mascolo, Edgar Morin y Robert Antelme, el Comité contra la guerra de Argelia. 
En 1960, publicó el libro de relatos La Chambre des enfants, que logró el premio de la Crítica.
Entre 1966 y 1983, fue miembro del comité de lectura de Gallimard. 
Además, en 1967, fundó la revista L'Éphémère, con Yves Bonnefoy, André du Bouchet, Paul Celan, Jacques Dupin, Michel Leiris y Gaétan Picon. En ese año apareció Les Mégères de la mer. Ahí apoyará y conocerá al joven Pascal Quignard, quien más tarde le dedicaría un importante libro.
En 1997 apareció su última obra: Ostinato, que son fragmentos de una autobiografía. 

## Obras
- Les Mendiants, Gallimard, 1943 (ed. def., 1986), novela. Tr.: Los mendigos, Alfaguara, 1990 ISBN 978-84-204-2257-2
- Le Bavard, Gallimard, 1946, relato. Tr.: El charlatán, Arena, 2004 ISBN 978-84-95897-17-6
- La Chambre des enfants, Gallimard, 1960, relatos. Tr.: La habitación de los niños, el cuenco de plata, 2005 ISBN 987-1228-11-9
- Les Mégères de la mer, Mercure de France, 1967, poema.
- Voies et détours de la fiction, Fata Morgana, 1985, ensayo.
- Un malade en forêt, Fata Morgana, 1985.
- Le Malheur au Lido, Fata Morgana, 1987, relato.
- Poèmes de Samuel Wood, Fata Morgana, 1986, poema.
- Face à l'immémorable, fragmentos, Fata Morgana, 1993.
- Ostinato, fragmentos autobiográficos, Mercure de France, 1997.
- Pas à pas jusqu'au dernier, relato, Mercure de France, 2001. Paso a paso hasta el último, el cuenco de plata, 2008 ISBN 987-1228-54-6

## Premios
- Prix Maeterlinck, en Bruselas, 1988
- Grand prix national des Lettres por toda su obra, 1991
- Prix de l'écrit intime, 1997